# Prosper Proux
Pour les articles homonymes, voir Proux.
Prosper Proux, né à Poullaouen (Finistère) le 20 octobre 1811 et mort à Morlaix le 11 mai 1873, est un écrivain de langue bretonne. Percepteur de son métier, il fut surtout l’un des bardes bretons les plus connus du XIXe siècle, composant deux volumes de vers et un grand nombre de chansons bretonnes.

## Biographie
Prosper Proux, né à Poullaouen, descendait de la famille du Parc, dont un membre, Maurice du Parc, participa au fameux combat des Trente. Le père de Prosper Proux fut contrôleur des mines et maire de Poullaouen. Orphelin très jeune, il fit ses études au collège de Saint-Pol-de-Léon, puis aux lycées de Saint-Brieuc et de Lorient. 
Après quelques voyages à l'étranger, il revint au pays, se maria et fut pendant vingt ans percepteur, d'abord à Guerlesquin, puis à Saint-Renan. S'étant démis de ses fonctions, il vint habiter Morlaix et s'occupa jusqu'à sa mort, d'affaires commerciales. Il succomba le 11 mai 1873 à la rupture d'un anévrisme au moment où, penché à sa fenêtre, il regardait passer une procession de communiantes.
Prosper Proux fut un des premiers adhérents de la Breuriez Breiz-Izel ("Confrérie des Bardes de Basse-Bretagne"), fondée à Morlaix le 31 août 1869 à l'initiative de Jean Pierre Marie Le Scour, le « barde de Notre-Dame-de-Rumengol ».

## Œuvre

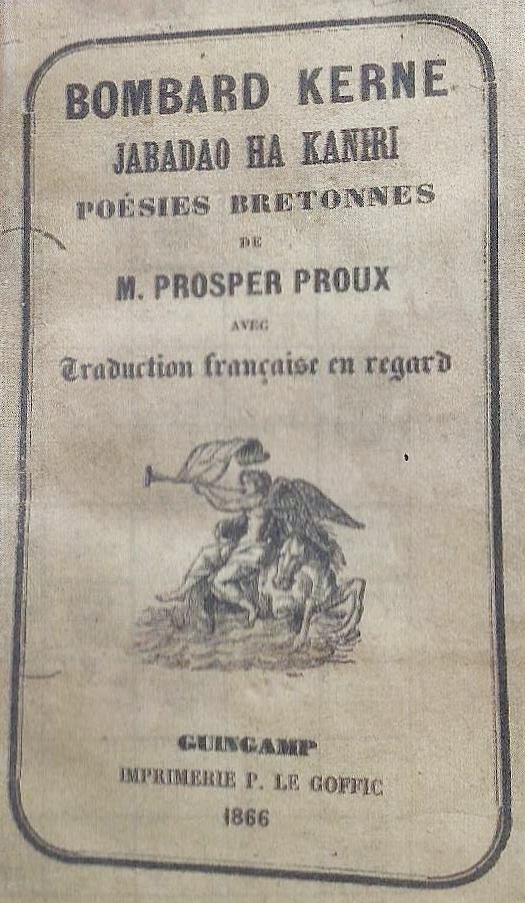
Prosper Proux ː Bombard Kerne - Jabadao ha Kaniri (1866, Guingamp, Imprimerie P. Le Goffic, page de couverture).

Deux recueils ont été publiés de son vivant : Canaouennou gret gant eur C’hernewod (1838), et Bombard Kerne - Jabadao ha Kaniri (1866).
Certaines de ces chansons ont par ailleurs été publiées dans des revues ou sur feuilles volantes.
Sa chanson la plus connue est Kimiad eur soudard yaouank, qui est devenue un standard du kan ha diskan.
Prosper Proux fait rire aux dépens de la morale de son époque. Une partie importante de son œuvre est malheureusement perdue.
Certaines de ces chansons sont des adaptations en Breton de chansons françaises, bien qu'il n'en cite pas les sources.
Louis Le Menn dresse dans le journal Ouest-Éclair un panégyrique de son œuvre : « Par la pureté du style, par l'aimable moralité qui se dégage de ses écrits, même les plus risqués, Prosper Proux mérite l'un des tout premiers rangs parmi les écrivains de la renaissance celtique du XIXe siècle. Il en est certainement le plus complet et le plus original ».
François-Marie Luzel a écrit à son propos : « Prosper Proux est un poète de bonne race celtique, d'une originalité très accentuée, d'une verve primesautière et endiablée ; son vers, d'une allure vive et légère, franc, bien venu, né du sol, est tout imprégné des parfums des landes et des champs du Breiz-Izel. On n'y voit jamais aucune trace d'imitation, qualité rare et bienfaisante, et l'on dirait qu'il n'a jamais lu un poète français »
En 1913, François Jaffrennou lui a consacré une thèse, « Prosper Proux. Studiaden var e vuez, e lizerou, e varzoniez», à la faculté des lettres de Rennes.
Un monument en son honneur, sculpté par René Quillivic, fut érigé à Guerlesquin en 1919.

## Citations
« Connaissez-vous l’exellent poète qui se cache sous le pseudonyme de Eostik Koat ann Noz ? C’est un esprit charmant, un puriste breton, mais je vous le dis tout bas : je sens sous cette peau celtique la carcasse française.
C’est le défaut commun à beaucoup de lettrés bretons, Brizeux entre autres. Il faut, pour faire du breton vrai, penser en breton, et se bien garder de se souvenir qu’on sait le français. C’est ma méthode depuis longtemps, et j’en ai tiré bon parti quelquefois. »

Dans une lettre non-datée à Luzel, il écrit à propos de sa traduction française de Bombard Kerne, qui doit figurer en regard du texte breton :
« Voila la traduction approximativement. Faites-en l’usage qu’il vous plaira… Comme c’est pâle, une traduction ! Je ne reconnais plus mes pauvres enfants : on me les a changés en nourrice. Traduttore, traditore. Le proverbe n’est que trop vrai. Ce travail ingrat m’a écœuré. »

À propos de la querelle du Barzaz Breiz :
« Il y a toutes chances de réconciliation. Franchement, je la désire. pour qu’il n’y ait ni schime, ni division dans notre Eglise Bretonne. Je ne parle du reste que d’union littéraire, liberté complète pour les sympathies personnelles. »